# Chaîne de Banfora
Die Chaîne de Banfora ist ein westafrikanischer Höhenzug im Südwesten Burkina Fasos zwischen Banfora und Bobo-Dioulasso, an dem die westlich gelegenen Sandsteinmassive in die Ebene übergehen. Nahe Banfora liegen die bekannten Cascades de Banfora.
Die Kombination hoher Niederschläge und eines ausgeprägten Reliefs bedingt die vergleichsweise hohe Artenvielfalt der Chaîne de Banfora. 